# Wola Brzeźnicka
Wola Brzeźnicka – część wsi Brzeźnica, położona w Polsce, w województwie podkarpackim, w powiecie dębickim, w gminie Dębica. 
Jest siedzibą sołectwa Brzeźnica Wola. 
W latach 1975–1998 Wola Brzeźnicka położona była w województwie tarnowskim.